# 海綠鏢鱸
海綠鏢鱸為輻鰭魚綱鱸形目鱸亞目河鱸科的其中一種，分布於美國北卡羅來納州及南卡羅來納州的Santee河流域，體長可達9公分，棲息在岩石底質的溪流。